# Grøntoppet turako
Grøntoppet turako (latin: Tauraco persa) er en turakoart. Grøntoppet turako lever i skovene i Vest- og Centralafrika. Området strækker fra Senegal til DR Congo og i syd til det nordlige Angola. IUCN kategoriserer arten som ikke truet.